# 清水宏保
清水宏保（日语：／ Shimizu Hiroyasu，1974年2月27日—），日本男子速度滑冰运动员。他曾代表日本参加1994年、1998年、2002年和2006年冬季奥运会速度滑冰比赛，共获得1枚金牌、1枚银牌和1枚铜牌。